# Ammoniumfosfat
Ammoniumfosfat används exempelvis som huvudingrediens i pulversläckare. Genom en endoterm reaktion tar saltet åt sig energin från förbränningen och kan på så vis släcka en eld.
Ur miljösynpunkt har ämnet en effekt att göda växter, och kan påverka vattendrag negativt på grund av pH-förändringar.